# کوتا یریووا
کوتا یریووا (چکی: Květa Jeriová) اسکی‌باز صحرانوردی اهل چکسلواکی بود.